# Mokgweetsi Masisi
Mokgweetsi Eric Keabetswe Masisi (Moshupa, 21 luglio 1961) è un politico botswano, Presidente del Botswana dal 1º aprile 2018 al 1º novembre 2024.

## Biografia
Mokgweetsi Masisi è figlio di Edison Masisi, più volte membro del parlamento e del governo del Botswana. Crebbe a Gaborone, dove frequentò le scuole e iniziò una breve carriera come attore teatrale negli anni '80. Nello stesso periodo, dopo la laurea in Inglese e Storia ottenuta all'Università del Botswana nel 1984, divenne insegnante di scienze sociali nelle scuole superiori nella città natale di Moshupa; nel 1987 passò a lavorare come specialista di sviluppo nell'Università del Botswana. Nel 1989 entrò nell'Università statale della Florida dove ottenne una laurea magistrale in educazione, a seguito della quale trovò un impiego nell'UNICEF in Botswana.
Aderente del Partito Democratico del Botswana, non ottenne la candidatura nella circoscrizione di Moshupa per le elezioni generali del 2004; fu invece candidato nelle successive elezioni e vinse il seggio nell'Assemblea nazionale. Entrò immediatamente nel governo, prima come vice ministro per gli affari presidenziali, poi, dal 2011, come ministro. Nel 2014 divenne ministro dell'Educazione e fu rieletto nelle elezioni generali di quell'anno. Il 12 novembre 2014 fu nominato vicepresidente del Botswana dal presidente Seretse Ian Khama, pur conservando l'incarico di ministro dell'educazione.
Il 1º aprile 2018 ha giurato come 5º presidente del Botswana.
Il governo di Mokgweetsi Masisi ha revocato il divieto di caccia agli elefanti nel 2019 e sta offrendo permessi di caccia all'asta con le aziende. Queste aziende poi li rivendono con un margine ai cacciatori di trofei. L'Africa meridionale è diventata una destinazione per il turismo di caccia, soprattutto dagli Stati Uniti.